# Huset Savoyen
Huset Savoyen var et fyrstehus som historisk havde sit magtområde i Savoyen (italiensk: Savoia), en tidligere region mellem Piemonte (Italien), Frankrig og det fransk-talende Schweiz. De blev konger af Sardinien og senere af Italien. Deres kongedømme endte med en folkeafstemning i 1946, da italienerne valgte republik som styreform.